# Cerna (Chorwacja)
Cerna – wieś w Chorwacji, w żupanii vukowarsko-srijemskiej, w gminie Cerna. W 2011 roku liczyła 3791 mieszkańców.